# Poederoijensehoek
Poederoijensehoek is een buurtschap in de Nederlandse gemeente Zaltbommel, gelegen in de provincie Gelderland. Het ligt aan de Afgedamde Maas in het zuidwesten van de gemeente.
De buurtschap bestaat uit 12 woningen, waarvan er eentje de naam woning eigenlijk niet meer mag dragen. Deze woning is nagenoeg geheel ingestort.
De buurtschap wordt in het oosten begrensd door het Van Dam van Brakel gemaal.
Dorpen: Aalst · Brakel · Bruchem · Delwijnen · Gameren · Kerkwijk · Nederhemert-Noord · Nederhemert-Zuid · Nieuwaal · Poederoijen · Zaltbommel · Zuilichem

Buurtschappen: Bern · Oensel · Poederoijensehoek · De Rietschoof

Gelderland: Steden en dorpen in Gelderland      Nederland: Provincies · Gemeenten